# Древаль, Василий Тимофеевич
Василий Тимофеевич Древаль (1917—1988) — полковник Советской Армии, участник Великой Отечественной войны, Герой Советского Союза (1944).

## Биография
Василий Древаль родился 23 февраля 1917 года в посёлке Камышня (ныне — Миргородский район Полтавской области Украины) в семье крестьянина. В 1932 году он окончил семь классов школы, после чего работал учётчиком в машинно-тракторной станции. В 1938 году Древаль был призван на службу в Рабоче-крестьянскую Красную Армию. В 1940 году он окончил Харьковское военно-политическое училище. С июля 1941 года — на фронтах Великой Отечественной войны. К сентябрю 1943 года гвардии капитан Василий Древаль был заместителем командира батальона по политической части 78-го гвардейского стрелкового полка 25-й гвардейской стрелковой дивизии 6-й армии Юго-Западного фронта. Отличился во время битвы за Днепр.
Батальон Древаля осенью 1943 года успешно форсировал Днепр в районе села Войсковое Солонянского района Днепропетровской области Украинской ССР. Древаль принял активное участие в захвате, удержании и расширении плацдарма на западном берегу реки, постоянно находясь в боевых порядках, увлекая за собой бойцов. Бои шли в течение трёх дней, противник предпринял двадцать контратак при поддержке танковых и авиационных подразделений, удержав захваченные позиции. В результате тех боёв батальоном было уничтожено около 400 вражеских солдат и офицеров, захвачено 8 артиллерийских орудий, 11 миномётов и ряд других трофеев.
Указом Президиума Верховного Совета СССР от 22 февраля 1944 года за «мужество и отвагу, проявленные при форсировании Днепра и захвате плацдарма на его правом берегу» гвардии капитан Василий Древаль был удостоен высокого звания Героя Советского Союза с вручением ордена Ленина и медали «Золотая Звезда» за номером 2505.
После окончания войны Древаль продолжил службу в Советской Армии. В 1955 году он окончил Военно-политическую академию. В 1960 году в звании полковника Древаль был уволен в запас. Проживал в Киеве, умер 19 января 1988 года, похоронен на Лукьяновском военном кладбище Киева.
Был также награждён орденами Красного Знамени, Отечественной войны 1-й и 2-й степеней, двумя орденами Красной Звезды, рядом медалей.